# Fritz Fischer (Biathlet)
Friedrich „Fritz“ Fischer (* 22. September 1956 in Kelheim) ist ein ehemaliger deutscher Biathlet und Biathlontrainer.

## Werdegang
Der Start von Fischers Biathlon-Karriere war ein 5000-Meter-Langlauf zu Beginn der Wehrdienstpflicht, bei dem Fischer schneller als sein Ausbilder war. Dieser hat sich für die Sportkarriere von Fischer eingesetzt. Später ging es zum Biathlon, wo der frühere Bundestrainer Jürgen Seifert den Skijäger entdeckte.
Sein größter Erfolg war der Gewinn der Goldmedaille mit der 4 × 7,5-km-Staffel bei den Olympischen Winterspielen 1992 in Albertville. Vier Jahre vorher war er der Fahnenträger der bundesdeutschen Mannschaft bei der Schlussfeier der Olympischen Winterspiele 1988 in Calgary.
Seit 1996 betreibt Fischer seinen eigenen Biathlon Camp in Ruhpolding.
2006 wurde ihm der Bayerische Sportpreis in der Kategorie „Botschafter des bayerischen Sports“ verliehen.
Er war als Disziplintrainer der deutschen Herren-Nationalmannschaft tätig und danach als Trainer des Biathlonnachwuchses im Chiemgau am Stützpunkt Ruhpolding. Ab der Saison 2010/11 bis zum Ende der Saison 2013/14 mit dem Höhepunkt der olympischen Winterspiele in Sotschi war er nochmals Disziplintrainer der deutschen Männermannschaft. Danach arbeitete er als Scout für den DSV.
Fischers Brüder Georg und Markus waren ebenfalls aktive Biathleten.

## Statistik

### Weltcup

#### Weltcupsiege
| Nr. | Datum         | Ort        | Disziplin      |
| --- | ------------- | ---------- | -------------- |
| 1.  | 12. Jan. 1984 | Pontresina | Einzel (20 km) |
| 2.  | 10. Jan. 1987 | Borowez    | Sprint (10 km) |
| 3.  | 24. Jan. 1987 | Ruhpolding | Sprint (10 km) |
| 4.  | 17. Dez. 1987 | Hochfilzen | Einzel (20 km) |
| 5.  | 16. März 1989 | Steinkjer  | Einzel (20 km) |
| 6.  | 18. März 1989 | Steinkjer  | Sprint (10 km) |

| Nr. | Datum         | Ort        | Disziplin              |
| --- | ------------- | ---------- | ---------------------- |
| 1.  | 31. Jan. 1988 | Ruhpolding | Staffel (4 × 7,5 km) 1 |
| 2.  | 22. Jan. 1989 | Borowez    | Staffel (4 × 7,5 km) 2 |
| 3.  | 3. Feb. 1991  | Oberhof    | Staffel (4 × 7,5 km) 3 |
| 4.  | 17. März 1991 | Canmore    | Mannschaft (20 km) 3   |

### Olympische Winterspiele
|                                          | Einzel | Sprint | Staffel |
| ---------------------------------------- | ------ | ------ | ------- |
| Olympische Winterspiele 1980 Lake Placid | –      | 27.    | –       |
| Olympische Winterspiele 1984 Sarajevo    | 7.     | 8.     | 3.      |
| Olympische Winterspiele 1988 Calgary     | 23.    | 12.    | 2.      |
| Olympische Winterspiele 1992 Albertville | –      | –      | 1.      |

### Weltmeisterschaften
|                                                | Einzelwettbewerbe | Einzelwettbewerbe | Staffelwettbewerbe | Staffelwettbewerbe |
| Einzel                                         | Sprint            | Staffel           | Mannschaft         |                    |
| ---------------------------------------------- | ----------------- | ----------------- | ------------------ | ------------------ |
| Weltmeisterschaften 1981 Lahti                 | 5.                | 19.               | 2.                 | nicht ausgetragen  |
| Weltmeisterschaften 1982 Minsk                 | 15.               | 15.               | 4.                 | nicht ausgetragen  |
| Weltmeisterschaften 1983 Antholz               | 10.               | 13.               | 4.                 | nicht ausgetragen  |
| Weltmeisterschaften 1985 Ruhpolding            | 16.               | 6.                | 3.                 | nicht ausgetragen  |
| Weltmeisterschaften 1986 Oslo                  | 22.               | 17.               | DSQ                | nicht ausgetragen  |
| Weltmeisterschaften 1987 Lake Placid           | 9.                | 40.               | 3.                 | nicht ausgetragen  |
| Weltmeisterschaften 1989 Feistritz an der Drau | 3.                | 17.               | 6.                 | 2.                 |
| Weltmeisterschaften 1990 Minsk / Oslo          | 25.               | 46.               | –                  | –                  |
| Weltmeisterschaften 1991 Lahti                 | 13.               | 6.                | 1.                 | –                  |
| Weltmeisterschaften 1993 Borowez               | –                 | –                 | –                  | 1.                 |